# Jordan Bardella

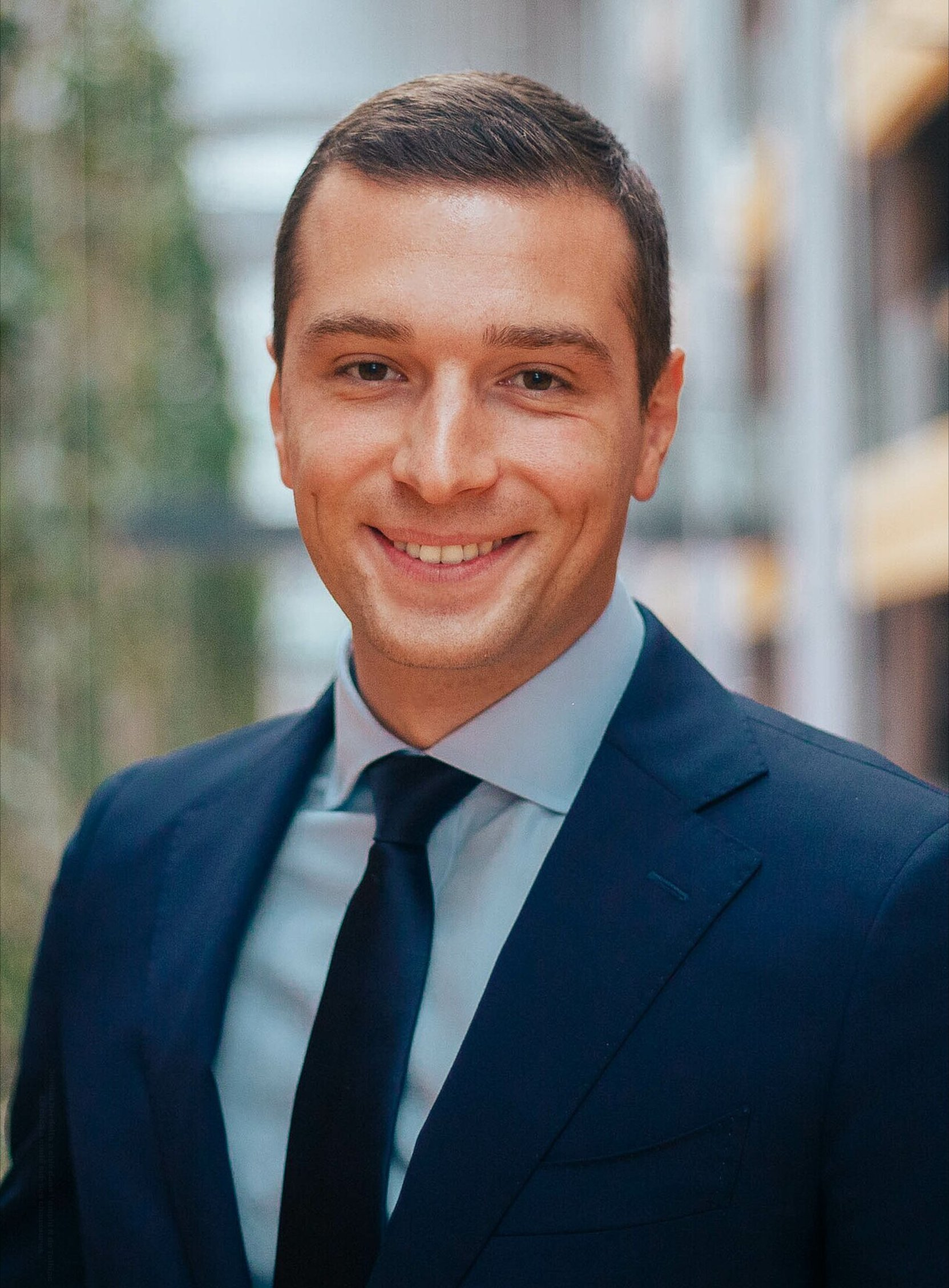
Jordan Bardella (2022)

Jordan Bardella (* 13. September 1995 in Drancy, Département Seine-Saint-Denis) ist ein französischer Politiker. Er ist seit November 2022 Vorsitzender der rechtspopulistischen bis rechtsextremen Partei Rassemblement National (RN) und war deren Spitzenkandidat für das Amt des Premierministers bei der vorgezogenen Parlamentswahl 2024. Zuvor war er von 2018 bis 2021 Leiter von deren Jugendorganisation, Génération Nation (GN). Seit 2019 ist er Mitglied des Europäischen Parlaments.

## Leben und politische Karriere
Bardella stammt aus einer Einwandererfamilie, deren Wurzeln in Italien und Algerien liegen. Seine Eltern trennten sich, als er noch ein Kind war, und Bardella wuchs bei seiner Mutter auf. Sie lebten in einer Sozialwohnsiedlung seines Heimatortes Drancy in der Banlieue von Paris. Der Vater führte einen Getränkevertrieb und wohnte in Montmorency. Neben der Schule trainierte Bardella sieben Jahre lang Aikido. Er begeisterte sich für Computerspiele und führte einen eigenen YouTube-Kanal, der die neusten Videospiele kommentierte. Er ging auf eine katholisch geprägte halbprivate Schule, für deren Kosten sein Vater aufkam. Das Baccalauréat legte er mit dem Prädikat „sehr gut“ ab und erhielt deswegen ein Leistungsstipendium. Sein Studium der Geographie an der Universität Paris-Sorbonne brach er im dritten Studienjahr ab, um sich vollständig der Politik zu widmen. Einer Recherche der Wochenzeitung Le Canard enchaîné zufolge waren seine Noten an der Universität nach einem guten Anfang zunehmend schlechter geworden. Er habe kaum an Prüfungen teilgenommen und am Ende nur noch eine 1,8/20 erreicht. Die Veröffentlichung wurde im Wahlkampf 2024 aufgegriffen, weil Bardella den „Verfall des Bildungswesens in Frankreich“ kritisiert hatte.
Bardella trat mit 16 Jahren der rechtsextremen Front National (FN) bei, wobei er sich nach eigener Aussage mehr für deren Anführerin Marine Le Pen als für die Partei an sich begeisterte. 2014 wurde er Sekretär der FN im Département Seine-Saint-Denis. Ab 2015 war er Assistent des Europaabgeordneten Jean-François Jalkh und wurde zum Beauftragten der Partei für die Probleme der Banlieues, der Vorstädte, ernannt. Er kandidierte im März 2015 erfolglos für einen Sitz im Départementrat; er erhielt 41 Prozent der abgegebenen Stimmen. Als Ergebnis der Regionalwahl vom Dezember 2015 zog er als Abgeordneter in den Regionalrat der Region Île-de-France ein. Im Januar 2016 initiierte er die FN-Initiative Banlieues patriotes (deutsch „patriotische Vorstädte“), die sich um die aus ihrer Sicht vernachlässigten Randbezirke der Großstädte kümmern sollte.
Bei der französischen Parlamentswahl 2017 kandidierte Bardella im zwölften Wahlkreis von Seine-Saint-Denis, schied jedoch mit 15 Prozent der abgegebenen Stimmen im ersten Wahlgang aus. Innerhalb der Partei stand er zeitweilig Florian Philippot nahe. Als dieser jedoch im Herbst 2017 eine eigene Partei, Les Patriotes, gründete, blieb Bardella in der FN und wurde von der FN-Vorsitzenden Le Pen zu einem der Parteisprecher ernannt. Im März 2018 wurde er in den Parteivorstand gewählt und zum Leiter der Jugendorganisation Front National de la Jeunesse (FNJ) ernannt. In dieser Position schloss er ein Bündnis mit der Lega Giovani, der Jugendorganisation der italienischen Partei Lega Nord. Die FN benannte sich im selben Jahr in Rassemblement National um, die Jugendorganisation in Génération Nation.
Zur Europawahl 2019 wurde Bardella – im Alter von 23 Jahren – als Spitzenkandidat der RN-Liste aufgestellt. Diese wurde mit 23,3 Prozent der Stimmen landesweit stärkste Kraft, und Bardella zog als Abgeordneter in das Europäische Parlament ein. Dort ist er Teil der Fraktion Identität und Demokratie, Mitglied im Petitionsausschuss und Delegierter im Gemischten Parlamentarischen Ausschuss EU-Mexiko. Er war der zweitjüngste unter den 2019 gewählten Europaparlamentariern (nach der Dänin Kira Marie Peter-Hansen). Im Juni 2019 wurde Bardella zum zweiten Stellvertreter der RN-Vorsitzenden, Marine Le Pen, gewählt.
Im November 2022 wurde er im Alter von 27 Jahren mit mehr als 84 Prozent der knapp 40.000 abgegebenen Mitgliederstimmen zum Parteivorsitzenden des RN gewählt. Er setzte sich bei der online abgehaltenen Wahl gegen seinen Konkurrenten, Louis Aliot, durch und war der erste Vorsitzende seiner Partei, der nicht direkt der Familie Le Pen angehörte. 2024 war er Spitzenkandidat seiner Partei bei der Europawahl. Er ist in der zehnten Legislaturperiode (2024 bis 2029) Vorsitzender seiner Fraktion Patrioten für Europa, daher qua Amt Mitglied der Konferenz der Präsidenten und Mitglied im Ausschuss für auswärtige Angelegenheiten.

## Positionen
Das Rassemblement National wird in der Politikwissenschaft – auch nach Bardellas Übernahme des Parteivorsitzes – als radikal rechtspopulistisch eingeordnet. Bardella hat mehrfach erklärt, dass die Partei unter ihm „moderner, weiblicher und professioneller“ werden solle, und kündigte die Gründung einer Parteikaderschule an. Im Sommer 2022 äußerte Bardella, durch den vermeintlichen „großen Austausch“ bestehe „Lebensgefahr“ für das französische Volk; laut der Tageszeitung Le Monde trägt er diese These regelmäßig in seinen Reden vor Parteianhängern vor, wobei er alle möglichen Umschreibungen verwendet, ohne den Begriff „großer Austausch“ explizit zu gebrauchen, da dieser von Marine Le Pen untersagt wurde.
Bardella bekräftigte im Wahlkampf zur Wahl der französischen Abgeordnetenkammer 2024 die Unterstützung für die Ukraine einschließlich westlicher Waffenlieferungen und bezeichnete Russland als eine „mehrdimensionale Bedrohung“ für Europa. Er betonte, man müsse „um jeden Preis“ versuchen, die Mittel zu finden, mit denen die Ukraine ihre Freiheit nach der „schweren Aggression“ und „Verletzung ihrer Souveränität“ durch Russland wiedererlangen könne. Die Entsendung französischer Truppen in die Ukraine schloss Bardella allerdings aus.
Bardella spricht sich für eine Erhöhung des Renteneintrittsalters auf 66 Jahre aus, nachdem seine Partei zuvor mit einer Altersgrenze von 60 Jahren geworben hatte.

## Rezeption
In der jährlichen Rangliste der beliebtesten Franzosen im Jahr 2023 lag Bardella auf Platz 30 und war damit der beliebteste Politiker in Frankreich (vor Gabriel Attal auf Platz 57). Er ist auf dem Videoportal TikTok einer der erfolgreichsten französischen Politiker mit über zwei Millionen Abonnenten.

## Privates
Nach der Europawahl 2019 war Bardella mit Nolwenn Olivier (* 1997) liiert, der Tochter von Marie-Caroline Le Pen (* 1960) und des RN-Politikers und Europaabgeordneten Philippe Olivier, der als einer der Mentoren Bardellas im RN gilt. Sie ist eine Enkelin von Jean-Marie Le Pen und Nichte von Marine Le Pen. Aufgrund der Beziehung war Bardella häufig Gast auf dem Anwesen Le Pens in Saint-Cloud. Daher wurde ihm vorgeworfen, innerhalb des RN von seiner Nähe zur Familie Le Pen profitiert zu haben. Die Beziehung Bardellas mit Olivier galt im Mai 2024 als beendet.